# Harry Myers
Harry C. Myers, včasih imenovan Henry Myers, ameriški filmski igralec in režiser, * 5. september 1882, New Haven, Connecticut, † 25. december 1938, Hollywood. 

## Filmska kariera
Myers je bil pred vstopom v svet filma 10 let gledališki igralec. Kot filmski igralec je začel nastopati leta 1909 v filmih Sigmunda Lubina studiev Lubin.. Leta 1914 je začel delati tudi kot režiser. Za  Universal, Vim Comedy Company ter Pathé je režiral kratke komične filme, v katerem sta nastopila skupaj z ženo, Rosemary Theby. Po letu 1920 je začel dobivati glavne vloge v celovečernih filmih, najbolj pa se je proslavil v vlogi kscentričnega milijonarja v Chaplinovem filmu Luči velemesta iz leta 1931. S prihodom zvočnega filma je začel dobivati vse manj vlog, sčasoma pa je prenehal z igranjem. Myers je med letoma 1908 in 1938 nastopil v 245 filmih, med letoma 1913 in 1917 pa je režiral 42 filmov. Umrl je za pljučnico 25. decembra 1938 v Hollywoodu. 

## Izbrani filmi
- The Guerrilla (1908)
- Baby (1915)
- The Masked Rider (1919)
- The Prospector's Vengeance (1920)
- The March Hare (1921)
- Oh Mary Be Careful (1921)
- A Connecticut Yankee in King Arthur's Court (1921)
- The Adventures of Robinson Crusoe (1922)
- In the Days of Buffalo Bill (1922)
- Stephen Steps Out (1923)
- Listen Lester (1924)
- Zander the Great (1925)
- Get 'Em Young (1926)
- Up in Mabel's Room (1926)
- Exit Smiling (1926)
- Wonder of Women (1929)
- City Lights (1931)
- The Savage Girl (1932)
- Managed Money (1934)
- Allez Oop (1934)
- Mississippi (1935)
- Mixed Magic (1936)